# Station Hjuksebø
Station Hjuskebø is een station in  Hjuskebø in de gemeente Midt-Telemark in Noorwegen. Het station ligt aan Sørlandsbanen en aan Bratbergsbanen. Tot 1985 kon hier tussen beide lijnen worden overgestapt. Vanaf dat jaar reden de treinen tussen Oslo en Kristiansand het station voorbij. In 2004 werd het helemaal gesloten voor personenvervoer.